# Jasmin Moghbeli
Jasmin Moghbeli (* 24. Juni 1983 in Bad Nauheim) ist eine US-amerikanische Testpilotin des United States Marine Corps und Raumfahrerin der NASA.

## Frühe Jahre und Ausbildung
Mogbheli kam am 24. Juni 1983 als Tochter von Fereshteh und Kamy Moghbeli in Bad Nauheim zur Welt. Ihre iranischen Eltern waren während der Iranischen Revolution im Jahr 1979 nach Deutschland geflohen und emigrierten später mit ihren Kindern nach Baldwin im US-Bundesstaat New York. Moghbeli machte ihren Schulabschluss an der Baldwin Senior High School. Im Anschluss absolvierte sie ein Bachelor-Studium der Luft- und Raumfahrttechnik am Massachusetts Institute of Technology (MIT) in Cambridge, Massachusetts, ein Master-Studium der Ingenieurwissenschaften mit Schwerpunkt Luft- und Raumfahrttechnik an der Naval Postgraduate School in Monterey, Kalifornien, sowie die U.S. Naval Test Pilot School am Marinefliegerstützpunkt Patuxent River in Maryland.

## Militär- und Raumfahrtkarriere
Im Jahr 2005 trat Moghbeli ihren Offiziersdienst beim United States Marine Corps an und wurde zur Pilotin des AH-1 SuperCobra ausgebildet. Ab 2008 flog sie für das Marine Light Attack Helicopter Squadron 367 (HMLA-367) und befand sich von 2009 bis 2010 zur Unterstützung der International Security Assistance Force (ISAF) und der Operation Enduring Freedom (OEF) im Einsatz in Afghanistan. Später flog sie unter anderem für das Marine Medium Helicopter Squadron 163 (HMM-163) Reinforced (REIN) und wurde 2011 zur Unterstützung der 13. Marine Expeditionary Unit eingesetzt. Insgesamt absolvierte sie mehr als 150 Kampfeinsätze und 2000 Flugstunden in über 25 verschiedenen Luftfahrzeugen.
Im Juni 2017 wurde Moghbeli als Mitglied der NASA-Gruppe 22 ausgewählt und begann ab August desselben Jahres das zweijährige NASA-Astronautenanwärter-Trainingsprogramm am Lyndon B. Johnson Space Center in Houston, Texas. Im Januar 2020 schloss Moghbeli die Ausbildung als eine von 13 Teilnehmern erfolgreich ab. Im Dezember 2020 wurde sie als Kandidatin für Mondflüge im Rahmen des Artemis-Programms ausgewählt. Sie war 2023 für die Ersatzcrew der SpaceX 6-Mission vorgesehen und startete am 26. August 2023 als Kommandantin der Mission SpaceX Crew-7 zur ISS. Sie arbeitet dort als Mitglied der Expedition 69. Die Rückkehr zur Erde erfolgte am 12. März 2024.